# ابوتزبری
ابوتزبری (به انگلیسی: Abbotsbury) یک روستا و محله مدنی در بریتانیا است که در وست دورست واقع شده‌است. ابوتزبری ۴۸۱ نفر جمعیت دارد.